# Nymphaea divaricata
Nymphaea divaricata är en näckrosväxtart som beskrevs av Hutchinson. Nymphaea divaricata ingår i släktet vita näckrosor, och familjen näckrosväxter. Inga underarter finns listade i Catalogue of Life.